# ヴラジーミル・トリアンダフィーロフ
ヴラジーミル・キリアーコヴィチ・トリアンダフィーロフ（ロシア語: Владимир Кириакович Триандафиллов, ラテン文字転写: Vladimir Kiriakovich Triandafillov, 1894年3月14日 - 1931年7月12日）は、ソビエト連邦の軍人、軍事理論家。

## 生涯
ロシア帝国カルス州マガラジク村（現トルコ共和国カルス県マアラジク村）に生まれる。両親はポントス人（黒海東部沿岸に住むギリシャ人）で、姓はギリシャ語で薔薇の花を意味するτριαντάφυλλοから派生したもの。一家は後にロシア本国に移り住んだ。
1915年にモスクワ士官候補生学校を卒業してロシア帝国軍の将校となり、第一次世界大戦を戦った。ロシア内戦では赤軍に与して旅団長を務め、1923年には労農赤軍参謀本部次長兼作戦局長に任じられた。
トリアンダフィーロフは、『現代軍事作戦の規模』（1926年）と『現代軍事作戦の特性』（1929年）を著した。これらの著作は、将来の戦争における縦深作戦理論を詳述したものである。縦深作戦の目的は、全縦深に渡って同時的に打撃を加えることで、敵軍の防御体制に致命的な破綻を生じさせることにある。高度に機動化された部隊がその間隙を突いて戦果を拡大し、敵の後方を撹乱して防御を立て直す能力を奪うのである。
1931年7月12日、トリアンダフィーロフは航空機事故により死亡しクレムリンの壁墓所に葬られた。しかし、彼の打ち立てた軍事理論は第二次世界大戦において結実する。ゲオルギー・ジューコフは、トリアンダフィーロフの縦深作戦理論を忠実に再現したことが自らの成功をもたらしたのだと述べている。